# Nastasia Noens
Nastasia Noens (Nice, 12 september 1988) is een Frans alpineskiester. Ze nam driemaal deel aan de Olympische Winterspelen, maar behaalde geen medaille. 

## Carrière
Noens maakte haar wereldbekerdebuut in november 2006 tijdens de slalom in Levi. Ze stond eenmaal op het podium van een wereldbekerwedstrijd: op 11 januari 2011 behaalde ze een derde plaats op de slalom in Flachau. 
Op de Olympische Winterspelen 2010 in Vancouver nam ze deel aan de slalom. Ze eindigde op de 29e plaats.

## Resultaten

### Wereldkampioenschappen
| Jaar | Plaats                 | Resultaten |
| ---- | ---------------------- | ---------- |
| 2009 | Val-d'Isère            | 13e Slalom |
| 2011 | Garmisch-Partenkirchen | 9e Slalom  |
| 2013 | Schladming             | 19e Slalom |
| 2015 | Vail/Beaver Creek      | 9e Slalom  |
| 2017 | Sankt Moritz           | 12e Slalom |
| 2019 | Åre                    | 13e Slalom |

### Olympische Spelen
| Jaar | Plaats      | Resultaten |
| ---- | ----------- | ---------- |
| 2010 | Vancouver   | 29e Slalom |
| 2014 | Sotsji      | 7e Slalom  |
| 2018 | Pyeongchang | 20e Slalom |

### Wereldbeker

#### Eindklasseringen
| Seizoen   | Algm | SL  |
| --------- | ---- | --- |
| 2006/2007 | 122e | 54e |
| 2008/2009 | 101e | 42e |
| 2009/2010 | 64e  | 19e |
| 2010/2011 | 24e  | 8e  |
| 2011/2012 | 34e  | 11e |
| 2012/2013 | 70e  | 29e |
| 2013/2014 | 42e  | 14e |
| 2014/2015 | 39e  | 13e |
| 2015/2016 | 26e  | 7e  |
| 2016/2017 | 120e | 52e |
| 2017/2018 | 74e  | 27e |
| 2018/2019 | 53e  | 17e |